# Borås–Jönköpings Järnväg
Borås–Jönköpings Järnväg (BsJJ) tillkom när Borås–Ulricehamns Järnväg (BUJ) skulle förlängas till Jönköping. Bolaget bytte namn redan 1928 efter att Jönköpings stad hade tecknat aktier. Banan mellan Ulricehamn och Jönköping öppnades för trafik den 1 mars 1940 och bolaget köptes av svenska staten samma år. Delen mellan Ulricehamn och Jönköping lades ned 1960.